# Грегорі (Південна Дакота)
Грегорі (англ. Gregory) — місто (англ. city) в США, в окрузі Ґреґорі штату Південна Дакота. Населення — 1221 особа (2020).

## Географія
Грегорі розташоване за координатами 43°13′48″ пн. ш. 99°25′15″ зх. д. / 43.23000° пн. ш. 99.42083° зх. д. (43.230060, -99.420809).  За даними Бюро перепису населення США в 2010 році місто мало площу 4,42 км², уся площа — суходіл.

### Клімат
| Клімат : Грегорі        | Клімат : Грегорі | Клімат : Грегорі | Клімат : Грегорі | Клімат : Грегорі | Клімат : Грегорі | Клімат : Грегорі | Клімат : Грегорі | Клімат : Грегорі | Клімат : Грегорі | Клімат : Грегорі | Клімат : Грегорі | Клімат : Грегорі | Клімат : Грегорі |
| Показник                | Січ.             | Лют.             | Бер.             | Квіт.            | Трав.            | Черв.            | Лип.             | Серп.            | Вер.             | Жовт.            | Лист.            | Груд.            | Рік              |
| Абсолютний максимум, °C | 21,7             | 24,4             | 32,8             | 36,7             | 39,4             | 41,7             | 45,6             | 45,0             | 40,6             | 36,1             | 29,4             | 26,1             | 45,6             |
| Середній максимум, °C   | 0,1              | 2,7              | 8,2              | 16,0             | 22,2             | 27,5             | 31,8             | 30,9             | 25,7             | 18,7             | 8,9              | 2,3              | 16,3             |
| Середня температура, °C | −6,3             | −3,9             | 1,4              | 8,5              | 14,7             | 20,2             | 23,9             | 23,0             | 17,6             | 10,7             | 2,1              | −4               | 9,0              |
| Середній мінімум, °C    | −12,8            | −10,7            | −5,4             | 1,1              | 7,2              | 12,9             | 16,2             | 15,1             | 9,5              | 2,7              | −4,7             | −10,2            | 1,8              |
| Абсолютний мінімум, °C  | −33,9            | −33,3            | −31,7            | −20              | −8,9             | 0,0              | 3,3              | 0,6              | −6,7             | −13,9            | −31,1            | −37,8            | −37,8            |
| Норма опадів, мм        | 13               | 15               | 38               | 66               | 86               | 102              | 69               | 61               | 56               | 43               | 23               | 15               | 587              |
| ----------------------- | ---------------- | ---------------- | ---------------- | ---------------- | ---------------- | ---------------- | ---------------- | ---------------- | ---------------- | ---------------- | ---------------- | ---------------- | ---------------- |
| Джерело:                |                  |                  |                  |                  |                  |                  |                  |                  |                  |                  |                  |                  |                  |

## Демографія
Згідно з переписом 2010 року, у місті мешкало 1295 осіб у 611 домогосподарстві у складі 326 родин. Густота населення становила 293 особи/км².  Було 730 помешкань (165/км²).
Расовий склад населення:
| - 90,3 % — білих - 6,8 % — корінних американців - 0,6 % — азіатів - 0,2 % — чорних або афроамериканців |

До двох чи більше рас належало 2,2 %. Частка іспаномовних становила 0,8 % від усіх жителів.
За віковим діапазоном населення розподілялося таким чином: 21,8 % — особи молодші 18 років, 51,9 % — особи у віці 18—64 років, 26,3 % — особи у віці 65 років та старші. Медіана віку мешканця становила 48,5 року. На 100 осіб жіночої статі у місті припадало 91,6 чоловіків;  на 100 жінок у віці від 18 років та старших — 86,6 чоловіків також старших 18 років.
Середній дохід на одне домашнє господарство  становив 42 225 доларів США (медіана — 30 294), а середній дохід на одну сім'ю — 52 219 доларів (медіана — 41 250). Медіана доходів становила 32 264 долари для чоловіків та 30 398 доларів для жінок. За межею бідності перебувало 25,1 % осіб, у тому числі 34,6 % дітей у віці до 18 років та 29,3 % осіб у віці 65 років та старших.
Цивільне працевлаштоване населення становило 692 особи. Основні галузі зайнятості: освіта, охорона здоров'я та соціальна допомога — 30,3 %, транспорт — 11,0 %, сільське господарство, лісництво, риболовля — 9,0 %, роздрібна торгівля — 7,8 %.